# Cerastium
Cerastium es un género de plantas con flores con unas 205 especies aceptadas, de las casi 790 descritas, perteneciente a la familia Caryophyllaceae.

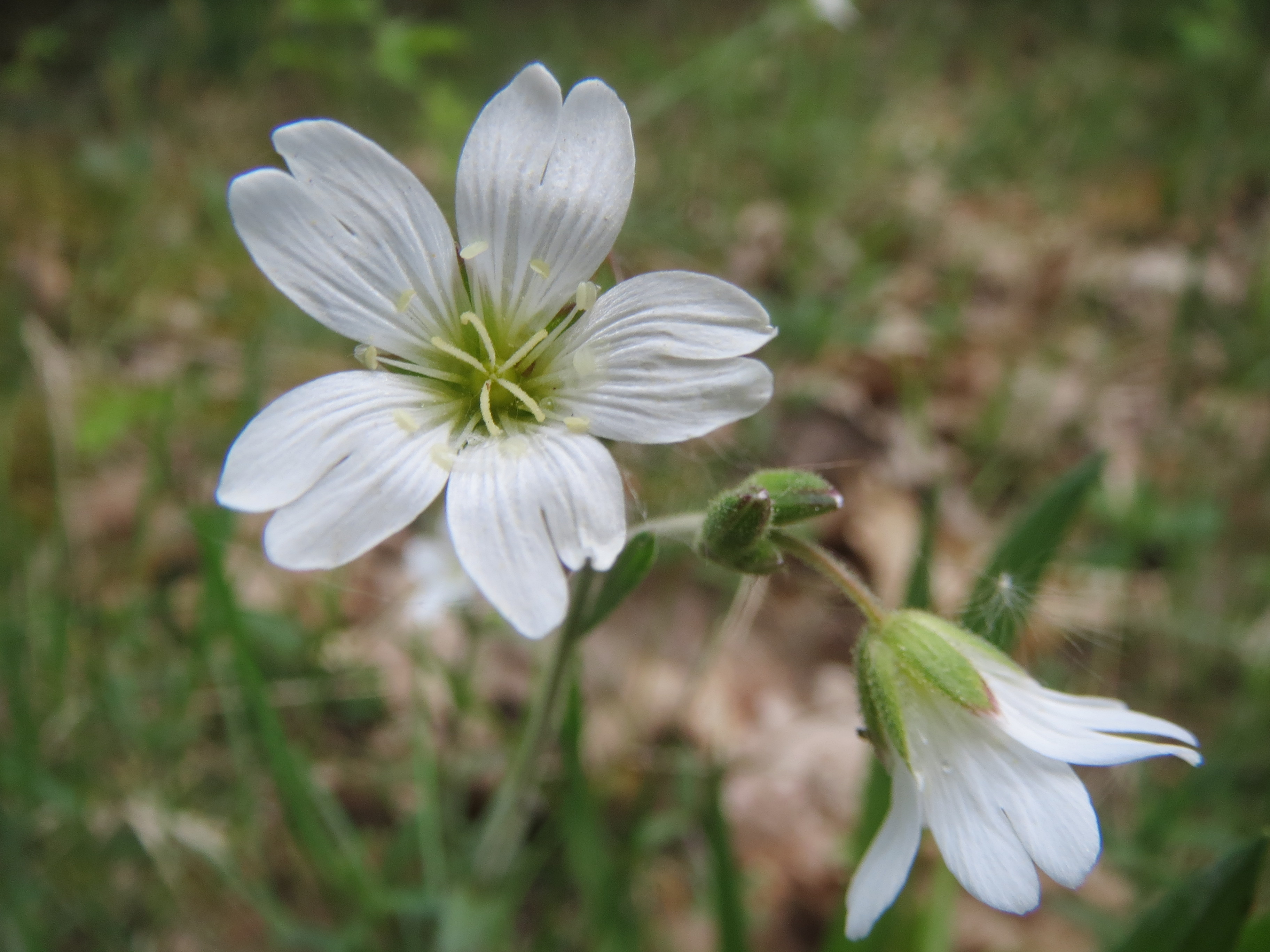
Cerastium arvense

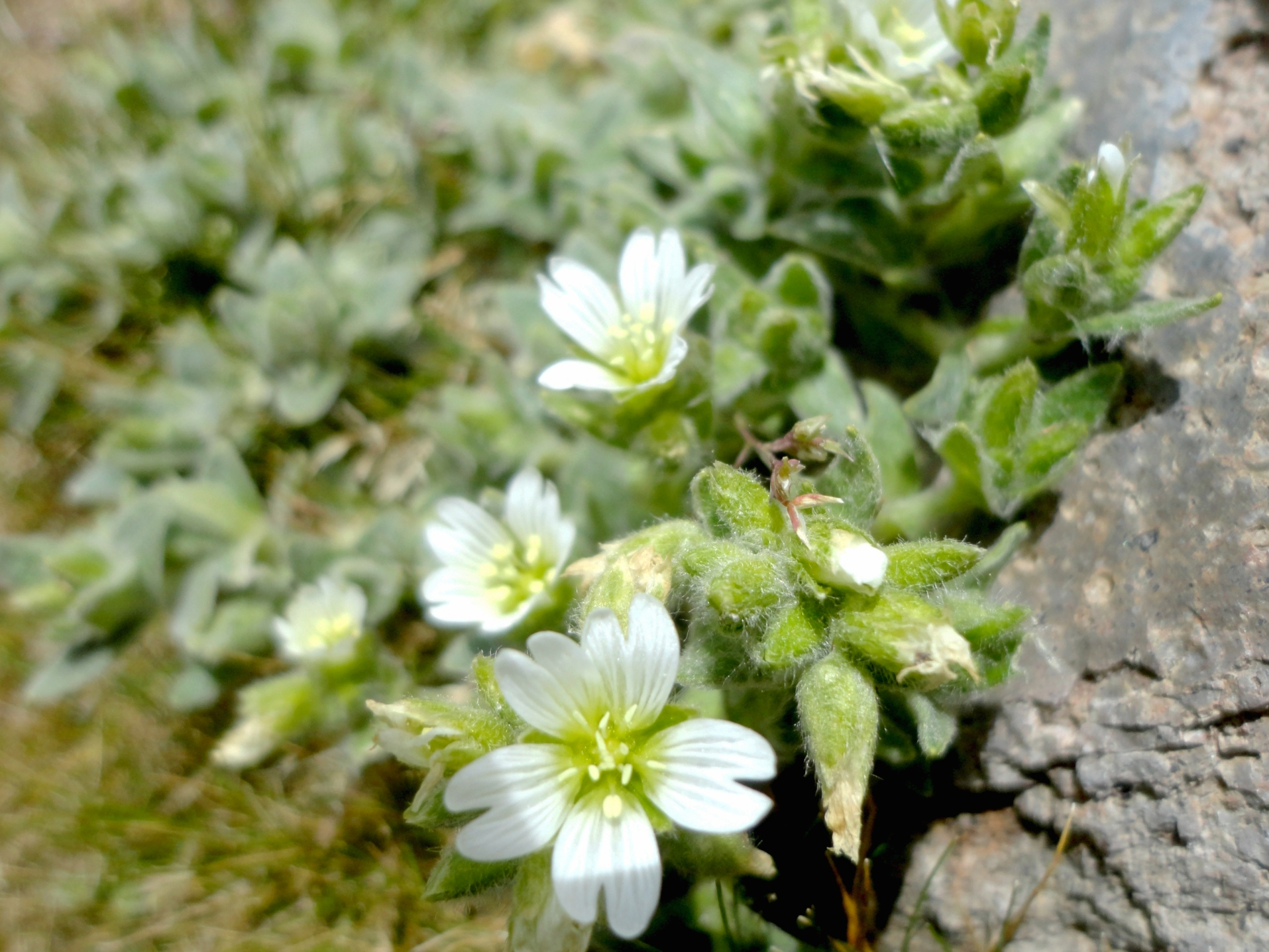
Cerastium tolucense

## Descripción
Son hierbas anuales o perennes, generalmente pubescentes, erectas o decumbentes. Las hojas son opuestas, generalmente sésiles o subsésiles, estipuladas, y a menudo viscosas. Las flores, de color blanco o violeta y generalmente hermafroditas, están solitarias u organizadas en cimas dicasiales. Hay 5 sépalos, raramente 4, y los pétalos en igual número que los sépalos, rara vez ausentes, son usualmente profundamente emarginados. Los estambres, en número de 10, a veces menos (5 u 8), están implantados en la base del ovario. Este último es súpero, con 3-6 estilos e igual número de estigmas. El fruto es una cápsula oblonga-cilíndrica a menudo arqueada, dehiscente longitudinalmente por 10 (ocasionalmente 6 u 8) dientes, y que contiene unas 15-150 semillas de color anaranjado-marrón, angular-obovadas, tuberculadas, comprimidas lateralmente y a menudo con ranura abaxial.

## Ecología
Las especies de Cerastium son alimento de las larvas de algunas especies de Lepidopteras, incluida Coleophora chalcogrammella (que come exclusivamente de Cerastium arvense) y Coleophora striatipennella (de  Cerastium fontanum).

## Taxonomía
El género fue descrito por Carlos Linneo y publicado en Species Plantarum 1: 28. 1753.  La especie tipo es: Cerastium arvense
Etimología
Cerastium; nombre genérico que deriva del griego: ceras = "cuerno", en alusión a la forma de la cápsula generalmente torcida.

## Especies seleccionadas
- Cerastium arcticum
- Cerastium arvense
- Cerastium azoricum
- Cerastium biebersteinii
- Cerastium brachypetalum
- Cerastium cerastioides
- Cerastium fontanum
- Cerastium gibraltaricum
- Cerastium glomeratum
- Cerastium nigrescens
- Cerastium semidecandrum
- Cerastium tomentosum[5]